# Claudia Beni

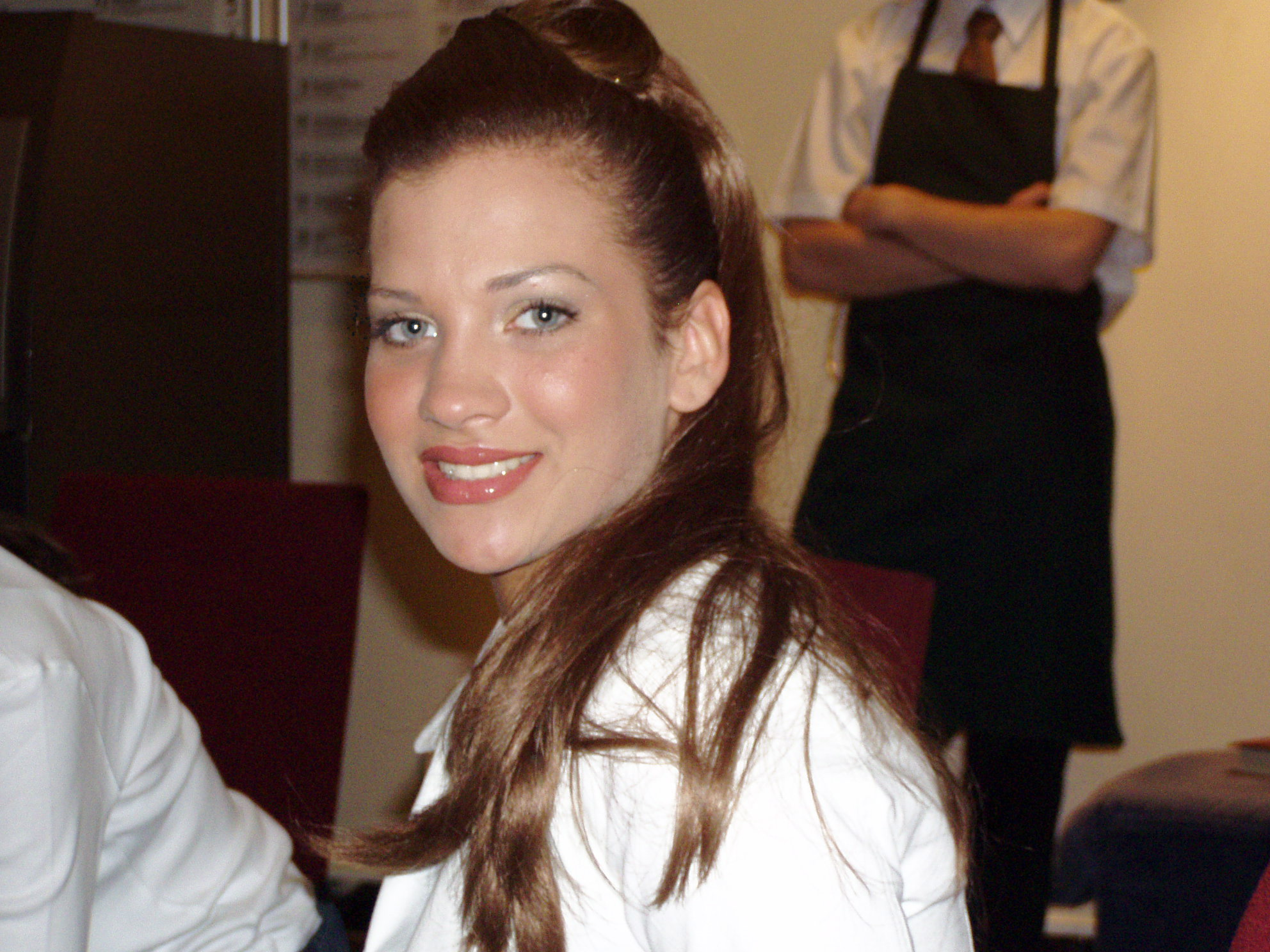
Claudia Beni, 2003

Claudia Beni (* 30. Mai 1986 in Opatija, SR Kroatien, SFR Jugoslawien), besser bekannt als Claudia, ist eine kroatische Pop-Sängerin mit russischen und kroatischen Wurzeln.

## Karriere
Anfangs war Claudia Mitglied der kroatischen Band Teens (die Band veröffentlichte drei Alben, die sich zusammen allein in Kroatien über 30.000 mal verkauften), mit der sie Erfolge in Kroatien, Bosnien und Herzegowina, Montenegro und Slowenien feierte.
Mit der Auflösung der Band startete Claudia eine Solokarriere und veröffentlichte 2002 ihr erstes Soloalbum Claudia. Mit Liedern wie Tako hrabar da me ostaviš (dt.: So mutig, dass du mich verlässt) (Auszeichnung beim Split-Festival 2001), Ili ona ili ja (dt.: Sie oder ich) (Zagrebfest 2001) und Led (dt.: Eis) (Hrvatski Radijski Festival 2002) machte die junge Sängerin in Kroatien auf sich aufmerksam.
Ihr Debütalbum Claudia der Stilrichtung Pop verkaufte sich in Kroatien über 10.000 mal und wurde somit mit Silber ausgezeichnet.
Den endgültigen Durchbruch als Sängerin schaffte Beni jedoch, als sie Kroatien beim 48. Eurovision Song Contest 2003 mit dem Song Više nisam tvoja (I can't be your lover) (dt.: Ich bin nicht länger dein) vertrat. Sie erreichte den 15. Platz.
Danach wechselte die Sängerin ihre Plattenfirma von Hit Records zu Menart Records. Zudem begann Claudia mit den Aufnahmen an ihrem zweiten Album Čista kao Suza, das im 1. Quartal 2004 erschien. Aus Benis zweiten Studioalbum wurde besonders der Song U noći punog mjeseca (dt.: In der Nacht des Vollmondes) in Kroatien ein Hit.
2006 bewarb sich Claudia Beni wieder für den Eurovision Song Contest beim kroatischen Vorentscheid, der Dora. Sie konnte mit ihrem Song Samo ti mi ostani (dt.: Bleib nur du bei mir) jedoch nicht überzeugen und scheiterte bereits in der Vorrunde.
Ende 2006 begab sich die Sängerin erneut ins Studio, um an Songs für ein drittes Studioalbum zu arbeiten. Nachdem Benis Plattenfirma das Album zunächst für Mitte 2007 ankündigte, wurde die Veröffentlichung aus unbekannten Gründen verschoben und später abgesagt.
2008 zog sie sich aus der Öffentlichkeit und der kroatischen Musikszene zurück und arbeitete als Friseurin in ihrer Heimatstadt Opatija. Mitte der 2010er Jahre kehrte sie als Sängerin der lokalen Gruppe Koktelsi in die Musikszene zurück. Mittlerweile ist sie Inhaberin des Beni Caffé in Matulji, das sie von ihrem Vater übernommen hat. Sie ist verheiratet und Mutter von Zwillingen.

## Diskografie

### Alben
- 2002: Claudia
- 2004: Čista kao Suza (dt.: Rein wie eine Träne)

### Singles
Hinweis: In Kroatien ist es eher unüblich, Maxi-CDs zu veröffentlichen. Hier aufgeführte Lieder mit einem dazugehörigen Musik-Video dienen daher zur Promotion des jeweiligen Albums und wurden als Radio-Single veröffentlicht
Aus Claudia
- Led (dt.: Eis)
- Tako hrabar da me ostaviš (dt.: So mutig, dass du mich verlässt)
- Ili ona ili ja (dt.: Sie oder ich)
- Hrvatice vas vole a (dt.: Die Kroatinen lieben euch)
- Više nisam tvoja b (dt.: Ich bin nicht länger dein)

Aus Čista kao Suza
- Bolesna (dt.: Krank)
- U noći punog mjeseca (dt.: In der Nacht des Vollmondes)
- Kada ne ljubiš me (dt.: Wenn du mich nicht küsst)
- Čista kao Suza (dt.: Rein wie eine Träne)
- Da si barem ovdje (dt.: Wenn du wenigstens hier wärst)

Aus Dora 2006 (Album zum kroatischen Vorentscheid)
- Samo ti mi ostani (dt.: Bleib nur du bei mir)